# Dromococcyx
Dromococcyx là một chi chim trong họ Cuculidae.

## Các loài
- Cu cu gà lôi, Dromococcyx phasianellus
- Cu cu Pavonine, Dromococcyx pavoninus